# Nataša Gospić
Dr Nataša Gospić (Karlovac, 15. decembar 1946) je redovna profesorka Saobraćajnog fakulteta.
Elektrotehnički fakultet u Beogradu, Odsek za elektroniku i telekomunikacije, završila je 1970. godine. Poslediplomske studije završila je na istom fakultetu i magistrirala 1990. godine, sa temom "Strategija uvođenja automatizovanog upravljanja magistralnom telefonskom mrežom". Doktorsku disertaciju odbranila ja na Saobraćajnom fakultetu u Beogradu, sa temom "Prilog modeliranju upravljanja procesima strukturne reforme PTT sistema", 1996. godine. Na Saobraćajnom fakultetu u Beogradu, je od 2003. gde je iste godine izabrana u zvanje docentkinje za užu naučnu oblast «Eksploatacija telekomunikacionog saobraćaja». U zvanje vanredne profesorke Saobraćajnog fakulteta za istu naučnu oblast, na katedri za telekomunikacioni saobraćaj i mreže, izabrana je 2005. Godine, a za redovnu profesorku 2010.
Pored navedenih zvanja, odlukom Komisije za sticanje naučnih zvanja Ministarstva za nauku i tehnologiju Republike Srbije od 1996. godine, stekla je naučno zvanje «Naučni saradnik», 1999. godine, a na predlog Saobraćajnog fakulteta, izabrana je u zvanje «Viši naučni saradnik».

## Biografija
U svojoj radnoj karijeri obavljala je sledeće poslove:
Inženjerka - konstruktorka u Elektronskoj industriji, Fabrici komutacionih uređaja, na konstruisanju prve digitalne telegrafske centrale. Zastim u preduzeću PTT saobraćaja Priština kao projektantkinja i potom, kao rukovodilica sektora..
Od 1978 je Zajednici jugoslovenskih PTT (ZJPTT) radi na razvoju, analizi i eksploataciji VF sistema, na više radnih mesta od organizatora grupe do pomoćnika generalnog direktora za naučno istraživački rad i međunarodne poslove
Godine 2000. Postaje savetnica generalnog direktora TELEKOM Crne Gore, na poslovima rukovođenja u uspostavljanju mreže drugog mobilnog operatora u Crnoj Gori - MONET i priključivanju korisnika na tu mrežu. Ubrzio i rukovodi ovom mrežom kao direktor a istovremeno je član radne grupe na izradi novog zakona o telekomunikacijama Crne Gore i formiranju Agencije za telekomunikacije Crne Gore.
Od marta 2002. godine do jula 2004. godine je savetnica generalnog direktora TELEKOM SRPSKE, Banja Luka. Predstavljala je Telekom Srpske na nizu međunarodnih konferencija i bila je članica delegacije BiH na ITU Konferenciji opunomoćenika u Marakešu 2002.
Na Saobraćajni fakultet u Beogradu prelazi 2003 gde je i danas.

## Nastavna delatnost
Dr Nataša Gospić ima bogato pedagoško iskustvo, kako na osnovnim, tako i na poslediplomskim studijama na Saobraćajnom fakultetu u Beogradu, ETF Banja Luka, FTN Novi Sad i Fakultetu za menadžment u saobraćaju i komunikacijama u Beranama. Pri tome se bavila sledećim predmetima:
- »Menadžment u saobraćaju i transportu«

- »Upravljanje tehnološkim razvojem u saobraćaju«.

- "Upravljanje telekomunikacionim mrežama",

- «Računarske mreže» i «Telekomunikacione mreže».

- "Planiranje i razvoj u poštanskom i telekomunikacionom saobraćaju",

- "Tehnologija i organizacija u telekomunikacionom saobraćaju"

- "Menadžment u saobraćaju".

- »Regulativa u telekomunikacijama«,

- «Info-komunikacione tehnologije i Informaciono društvo»

- «Novi komunikacioni servisi».

Na master studijama od 2010. godine predaje: «Reinžinjering procesa u telekomunikacijama» i «Poslovna inteligencija uslužnih mreža». te predmet «Upravljanje telekomunikacijama»,
za više navednih predmeta koji je uradila plan i program, jer su u pitanju bili novi predmeti
Pod njenim rukovodstvom urađeno je više od 100 diplomskih radova. Bila je mentorka
na izradi dve doktorske disertacije. i šest magistarskih radova,

## Međunarodne aktivnosti
Dr Nataša Gospić je svoje međunarodne aktivnosti započela 1984. godine radom u Međunarodnoj uniji za telekomunikacije (ITU), u Studijskim grupama SG4 i SG15. U 1985. godini postala je raporterka za pitanja Studijske grupe 4, za Mreže za upravljanje telekomunikacijama - TMN. U tom svojstvu je organizovala niz međunarodnih sastanaka podgrupa SG4 u bivšoj SFRJ.
Od 1990. godine do danas angažovana je na nizu misija koje organizuje ITU u zemljama u razvoju. U tri misije je radila pregled stanja telekomunikacija (Sector Review), u Gruziji, Jermeniji i Azarbejdžanu, radi sagledavanja potreba za međunarodnom pomoći u ovim zemljama.
U periodu 1989 - 2010. godine dr Nataša Gospić bila je, kao ekspertkinja Sektora za razvoj (senior expert), po pozivu Međunarodne unije telekomunikacija, predavačica na više od 40 seminara. Ovi seminari održavani su u zemljama u razvoju širom sveta (Azija, Afrika, zemlje bivšeg SSSR, Arapske zemlje, Latinska Amerika i Južna Amerika), a bavili su se temama iz novih telekomunikacionih tehnologija i servisa, upravljanja i regulative u telekomunikacijama.
1998. godine učestvovala je, kao članica ITU tima, na ITU Konferenciji opunomoćenika u Mineapolisu, SAD (period kad je SR Jugoslavija imala sankcije), a 2002., kao članica delegacije BiH, na ITU Konferenciji opunomoćenika u Marakešu, Maroko.
Konferencija u Istanbulu izabrala je dr Natašu Gospić za predsedavajuću Radne grupe za definisanje pitanja kojima će se baviti studijske komisije 1 i 2 u periodu 2002-2006. Na ovoj konferenciji izabrana je, ispred regiona Evrope, za potpredsedavajuću Studijske komisije 2 Međunarodne unije za telekomunikacije - Razvojni sektor (ITU-D).
U periodu 1998. – 2000. godine bila je angažovana od strane ITU-a kao editorka i autorka tri poglavlja za publikaciju «Handbook on New technologies and New Services».
Za predsedavajuću Radne grupe Međunarodne unije za telekomunikacije – ITU, za pitanja položaja žena u telekomunikacijama (Working Group on Gender Issue- WGGI), izabrana je 2000. godine.
Tokom studijskog perioda 2002.-2006. godine rukovodila je izradom pitanja 18. Studijske komisije 2 ITU-D, za prelazak sa postojećih mobilnih mreža na mreže IMT-2000. Kao rezultat, urađene su dve ITU publikacije: „Midterm Guidelines“ i „Guidelines on Smooth transition from existing networks to IMT-2000 for developing countries“. Za ovaj rad dobila je posebnu pohvalu Direktora ITU-D.
Bila je predsedavajuća na šest regionalnih ITU seminara o širokopojasnim fiksnim i mobilnim telekomunikacionim servisima (Kenija, Sirija, Tunis, Alžir, Dominikanska Republika, Egipat). Teme koje je izlagala na ovim konferencijama odnosile su se na: Uvođenje IMT-2000, Regulatorne izazove NGN, Prelazak na NGN, Aktivnosti SG 1 i 2, Širokopojasni pristup, Univerzalni servis, što pripada užoj naučnoj oblasti za koju se kandidatkinja bira.

## Učešće u stručnim organizacijama i drugim delatnostima
Dr Gospić je redovna članica Inžinjerske akademije Srbije, članica je Društva za telekomunikacije i Društva za informacione sisteme i računarske mreže. Članica je Programskih odbora: Simpozijuma o novim tehnologijama u poštanskom i telekomunikacionom saobraćaju, Yuinfo i International Conference on Informational Networks and Systems – ICINS, Rusija, St Petersburg, kao i Organizacionog odbora Telekomunikacionog foruma (TELFOR).
Bila je članica Skupštine Evropskog instituta za strateške studije – EURESCOM. Predsedavala je na više sekcija naučnih i stručnih konferencija, okruglih stolova i panel diskusija, u zemlji i u inostranstvu.
Dr Nataša Gospić je u periodu od 1992. do 2003. godine bila glavna i odgovorna urednica časopisa “TELEKOMUNIKACIJE”, jedinog naučno-stručnog časopisa iz oblasti telekomunikacija u SCG.
Od 2001. do 2006. godine bila je članica Upravnog odbora Zajednice JPTT, a 2006. je izabrana za članicu Stručnog saveta Regulatorne agencije za telekomunikacije.
Dr Nataša Gospić je radila u više radnih grupa Saveznog i Republičkog ministarstva (Strategija razvoja telekomunikacija Srbije, Izrada Zakona o telekomunikacijama), Ministarstva za telekomunikacije i informatičko društvo (Radna grupa za izmene i dopune Zakona o telekomunikacijama, Radna grupa za definisanje politike u poštanskom sektoru), kao i Ministarstva za telekomunikacije i informaciono društvo (Radna grupa za Univerzalni servis). Predstavljala je Ministarstvo za telekomunikacije na konferenciji u Briselu i na Studijskoj grupi 2 ITU-D u 2008. godini.
Učesnik je po pozivu više okruglih stolova u zemlji i inostranstvu. U decembru 2004. godine, u okviru XXII Simpozijuma o novim tehnologijama, dr Nataša Gospić je organizovala i vodila Okrugli sto sa učešćem eminentnih stranih eksperata iz oblasti regulative. Okrugli sto je ocenjen kao posebno važan događaj u uspostavljanju nove institucionalne strukture sektora za telekomunikacije u Republici Srbiji i nastavio je tradiciju održavanja do danas. Do sada je održano 5 okruglih stolova sa temama koje su vezane za unapređivanje regulatornih procesa u zemljama u okruženju.
Takođe je po pozivu izlagala i na konferencijama koje su imale karakter unapređivanja znanja i prakse kao što su:
- Konferencije Telekom Arena u Zagrebu i u Beogradu,

- Srpsko-Švedski dijalog, Beograd 2006.,

- CEI Summit Economic Forum, Tirana, 2006.,

- 1st Southeastern Europe Broadband Conference & Expo, 2006.

Kao priznata ekspertkinja, po pozivu Agencije za e - komunikacije i poštansku djelatnost Crne Gore, učestvovala je kao predsedavajuća i sa izlaganjima na šest međunarodnih konferencija o regulativi u e-komunikacijama, sa temama: »Universal service« (2005.) »Liberalization of the telecommunication Sector in Republic of Serbia, (2005.) “Mobile number portability service in aspect of Liberalization of telecommunications market“, (2006.), “Liberalization – from theory to practice“, (2007.), «Universal Service Policy and Liberalization», (2008.) i «Multidisciplinarnost u rešavanju izazova regulacije», (2009.). Sva ova izlaganja pripadaju užoj naučnoj oblasti za koju se kandidatkinja bira.
Bila je recenzentkinja radova za većinu konferencija koje se održavaju u Srbiji iz oblasti telekomunikacija (TELFOR, POSTEL, TELSIKS, ICEST, YUINFO, ETRAN), radova u domaćim naučnim časopisima (Tehnika, Telekomunikacije), kao i radova u prestižnim međunarodnim časopisima i na konferencijama (IET Communications, Computer Communications, Radio Wireless Week Conference - RWW 2011.).
Dr Gospić ima veliki broj monografija, tematskih zbornika, članaka u međunarodnim i domaćim stručnim časopisima, udžbenika.
Učestovola je i velikom boju projekata od međunarodnog i nacionalnog značaja za Zajednicu JPPT, PTT Crne Gore, UNDP za BiH, Telekom Srpske, za Ministarstvo za nauku, tehnologiju i razvoj...

## Udžbenici
- Gospić N., Widl W, Vučković D, Kostin A «Osnove upravljanja telekomunikacijama», Saobraćajni fakultet, Akademska misao, Beograd, 2004.,  978-86-7466-172-7. Udžbenik

- Gospić N., I. Tomić, D. Popović, D.Bogojević „Razvoj mobilnih komunikacija od GSM do LTE“, Saobraćajni fakultet,Beograd 2010,  978-86-7395-268-0 Udžbenik

## Monografije
Monografije i priručnici međunarodnog značaja:
- Gospić N., Vešović V., Structural Reform of Postal and Telecommunication Systems in Developing Countries, Models, Startegies, Policies, izdavač Review of International Affairs, Belgrade, 1996.
- Gachnot M., Gospić N., Zaragoza M., Widl W., Guidelines for new approach using Telecommunication Management Network (TMN), izdavač ITU, Geneva, 1997.
- Gospić N., Odadžić B., Janković M., Yugoslav Telecommunications - Part of European Infrastructure, Monography GLOBAL COMMUNICATION, page 439-445, 1997.
- Handbook on New Technologies and New Services, izdavač ITU, Geneva, 2001. (glavna editorka i autorka dva poglavlja).
- Strategija ulaska BiH u Informaciono društvo (jedan od autora poglavlja Infrastruktura za Informaciono društvo), usvojena od Saveta ministara BiH, novembar 2004.

## Spoljašnje veze
- Ženska vlada
- "Politika" intervju